# Электропоезд серии E6 сети Синкансэн
Е6 — высокоскоростной электропоезд переменного тока, эксплуатирующийся на линиях Тохоку и Акита высокоскоростной сети японских железных дорог Синкансэн. Используется фирменным скоростным поездом Супер Комати. До внедрения электропоезда Е6 на этом же маршруте работал поезд Комати, развивавший 275 км/ч. Внедрение Е6 позволило увеличить максимальную скорость поезда до 320 км/ч. До станции Мориока поезд следует в сцепке с Е5, далее следует отдельно с низкой скоростью до станции Акита. Как и Е5, Е6 использует наработки поезда Fastech 360. Опытно-промышленный поезд Е6 обозначен как S12 (позднее переименован в Z1). Он был выпущен в 2010-м году. В период с 2012 по 2014 выпущены серийные поезда.